# Sosruko Kodzokow
Sosruko Karalbijewicz Kodzokow (ros. Сосруко Каральбиевич Кодзоков; 17 listopada 1993) – rosyjski, a od 2023 roku brazylijski zapaśnik walczący w stylu klasycznym. Zajął jedenaste miejsce na mistrzostwach świata w 2024.
Złoty medalista mistrzostw panamerykańskich w 2024. Drugi w Pucharze Świata w 2016. Mistrz świata wojskowych w 2018. Mistrz świata juniorów w 2013 i Europy w 2012. Mistrz Rosji w 2017; drugi w 2014 i 2019, a trzeci w 2016 i 2022 roku.